# Vacío
Никола́й Миха́йлович Васи́льев (сценический псевдоним: VACÌO (Васио); род. 13 февраля 1998, Екатеринбург) — российский рэпер

.
Автор совместных музыкальных композиций с Борисом Гребенщиковым, Димой Биланом и другими российскими певцами и музыкантами.

## Биография

### Ранняя жизнь и карьера
Родился 13 февраля 1998 года в Екатеринбурге. В раннем возрасте получил музыкальное образование по классу фортепиано, а позднее — гитары.
В дальнейшем увлёкся рэпом и начал создавать музыкальные композиции в данном жанре. Его первый полноформатный альбом прошёл незамеченным, однако последующая совместная работа с Федуком и OG Buda стала более успешной. В своих песнях молодой человек рассказывает о своих личных переживаниях и обстоятельствах своей жизни.

### Голая вечеринка Насти Ивлеевой
21 декабря 2023 года Васильев принял участие в вечеринке Насти Ивлеевой с дресс-кодом «almost naked». Событие вызвало широкий общественный резонанс в России и за её пределами. Лефортовский суд Москвы 27 декабря признал вечеринку «пропагандой нетрадиционных сексуальных отношений». Vacio был арестован на 15 суток и оштрафован на 200 тысяч рублей. Ранее, 22 декабря, Васильев выпустил видеоролик с извинениями, в котором сказал, что никак не поддерживает ЛГБТ, не хотел сделать никакой пропаганды и осуждает сторонников движения.
Был поднят вопрос об отправке Васильева на срочную службу в армию в оркестровые войска.
14 мая 2024 года представитель певца сообщил, что Васильев уехал из России в США, добавив, что рэпер не явился по повестке в военкомат днём ранее. Об отъезде Васильева также сообщила его подруга, уточнив, что тот ей «жаловался на притеснение и недопонимание». Также поступала информация, что Vacio якобы изъявлял желание отказаться от российского гражданства, но официальных подтверждений от самого артиста не исходило.

## Дискография

### Студийные альбомы
- 2019 — «88»[29]
- 2020 — «Неожиданно глубоко»[5]
- 2020 — «Индепендент»[30]
- 2022 — «Отец»[2]

### Мини-альбомы
- 2023 — «Nikolay Vasilev»[3]

### Синглы
- 2019 — «Любовь» (совместно с OG Buda)
- 2020 — «Punk» (совместно с OFFMi)
- 2020 — «Спокойствие»
- 2020 — «Франция» (совместно с AP)
- 2021 — «Soda»[31][32][33] (совместно с Элджеем)
- 2021 — «Soda (Remixes)» (совместно с Элджеем)
- 2021 — «Трейнспоттинг» (совместно с Rravingriot)
- 2021 — «Осень»
- 2022 — «Project X»
- 2022 — «Skate»[34] (совместно с «ЛСП»)
- 2022 — «Я / Мы животные»
- 2022 — «Уу-хуу»[35][36] (совместно с «Пошлой Молли»)
- 2022 — «Притон»[37][38] (совместно с Моргенштерном)
- 2022 — «Когда…»
- 2022 — «Фотик»[39]
- 2022 — «XXX»
- 2022 — «Дурочка» (совместно с Mipunga)
- 2023 — «11111» (совместно с Mipunga)
- 2023 — «Знакомство» (совместно с Nxn)
- 2023 — «Папа»[40]
- 2023 — «Песня двух романтиков» (совместно с Димой Биланом)[41]
- 2023 — «Уроды боятся красоты»
- 2023 — «Внутривенно»
- 2023 — «Утки 2» (совместно с Mipunga)

### Гостевые участия
| Год  | Трек                                | Исполнители                                       | Альбом                           | Ист.          |
| ---- | ----------------------------------- | ------------------------------------------------- | -------------------------------- | ------------- |
| 2018 | «Танцы на костях»                   | ВесЪ feat. Vacío                                  | Y                                |               |
| 2018 | «Caramba!»                          | ВесЪ feat. Vacío                                  | —                                |               |
| 2019 | «Почему не падает небо»             | Борис Гребенщиков и «Счастливые люди» feat. Vacío | —                                |               |
| 2019 | «Uan»                               | Maib feat. Vacío                                  | Sugar Nugan                      |               |
| 2020 | «Биг дерьмо»                        | Мезза feat. Vacío                                 | «Ванхана»                        |               |
| 2020 | «Друзья»                            | Федук feat. Vacío                                 | «Останься»                       | [ 42 ]        |
| 2020 | «Надеюсь что ты ждёшь так же как я» | Enique & Vacío                                    | «Доброе утро»                    |               |
| 2020 | «Не плачь»                          | Maib feat. Vacío                                  | Epilogue                         |               |
| 2020 | «Они говорили»                      | Tenderlybae feat. Vacío                           | «Юность»                         |               |
| 2020 | «Опиум»                             | Enique & Vacío                                    | «Доброе утро»                    |               |
| 2020 | «Свали»                             | Мезза feat. Vacío                                 | «Ванхана»                        |               |
| 2020 | «Смех (Remix)»                      | OFFMi feat. Vacío, Hugo Loud & Suroknablokk       | «КПД 100»                        |               |
| 2020 | «Ты меня ранишь»                    | «Мальбэк» feat. Vacío                             | —                                | [ 43 ]        |
| 2020 | «Яд»                                | Zavet feat. Vacío                                 | —                                |               |
| 2021 | «А о и и э и а»                     | Alizade feat. Vacío                               | Molly Mo Music                   |               |
| 2021 | «ВПНП»                              | Anikv feat. Vacío                                 | —                                |               |
| 2021 | «Воины (Freestyle)»                 | Pretty Scream feat. Vacío & AP                    | Leave Your Bones                 |               |
| 2021 | «Запомню»                           | White Punk feat. Vacío                            | «Сириус»                         |               |
| 2021 | «Красный закат»                     | Лауд feat. Vacío                                  | «Красный закат»                  | [ 44 ]        |
| 2022 | «План»                              | Lizer feat. Vacío                                 | «Оттенки»                        |               |
| 2023 | «Антидепрессанты»                   | «Мальбэк» feat. Vacío                             | —                                |               |
| 2023 | «Невыносимо»                        | Pinq feat. Vacío                                  | «Луна сегодня красивая, правда?» |               |
| 2023 | «Останься»                          | White Punk feat. Vacío                            | Wockstar!                        |               |
| 2023 | «Танцуй со мной»                    | Джиган feat. Vacío & Mayot                        | Bang                             | [ 45 ] [ 46 ] |
| 2023 | «Bbbitch!»                          | Saluki feat. Vacío & Bato                         | Wild East                        |               |

### Комментарии
1. ↑  «Уже позже понял, что у меня же фамилия Васильев, и всем кажется, что это и вдохновило на никнейм. Многие вообще думают, что меня зовут Вася!» Дата обращения: 1 мая 2023. Архивировано 1 мая 2023 года.
2. ↑  Иногда псевдоним стилизуется как VACÍO (vacío с исп. — «пустота»)